# Brewster's Millions (1914)
Brewster's Millions is een Amerikaanse komische stomme film uit 1914, onder regie van Oscar Apfel en Cecil B. DeMille met in de hoofdrol Edward Abeles. Het is een bewerking van de roman uit 1902, geschreven door George Barr McCutcheon. De roman was ook omgezet in een succesvol Broadway-toneelstuk uit 1906 met dezelfde naam, eveneens met Edward Abeles in de hoofdrol.  Abeles' succes in het toneelstuk leidde ertoe dat hij zijn rol hernam in deze verfilming. De film is wellicht zoekgeraakt.

## Verhaal
De rijke E.P. Brewster verstoot zijn zoon Robert wanneer die trouwt met Louise Sedgwick, een meisje van bescheiden afkomst. Jaren later, na de dood van Robert, laat E.P. Brewster een miljoen dollar na aan zijn kleinzoon Monty, een eenvoudige bankbediende. Kort daarna komt Monty erachter dat hij zeven miljoen dollar geërfd heeft van zijn oom George, op voorwaarde dat Monty zich binnen een jaar ontdoet van het fortuin van zijn grootvader, zonder aan iemand te vertellen waarom. Een andere voorwaarde is dat het geld alleen voor persoonlijke uitgaven mag gebruikt worden.
Monty geeft geld uit alsof het een lieve lust is. Hij investeert in aandelen en sluit een weddenschap af op een prijsgevecht, maar de weddenschap en de aandelen betalen zich uit. Ten einde raad huurt hij een yacht dat hij helemaal opknapt om er de wereld mee rond te zeilen. In een haven redt hij zijn jeugdliefde Peggy Gray uit de handen van een sheik.
Op de vooravond van de deadline doet Monty Peggy een aanzoek en ze accepteert. Dan verneemt Monty dat Swearengen Jones, de executeur van zijn oom, ervandoor is gegaan met het geld. Desondanks trouwen Peggy en Monty en ze krijgen de erfenis als huwelijksgeschenk van Jones, die een grap met hen wou uithalen.

## Rolverdeling
| Acteur               | Personage                        |
| -------------------- | -------------------------------- |
| Edward Abeles        | Robert Brewster / Monty Brewster |
| Joseph Singleton     | Edwin Peter Brewster             |
| Sydney Deane         | Jonas Sedgwick                   |
| Miss Bartholomew     | Louise Sedgwick                  |
| Mabel Van Buren      | Mrs. Gray                        |
| James MacGregor      | John Harrison                    |
| Dick La Reno         | Swearengen Jones / The Sheik     |
| Baby La Reno         | Monty Brewster, age 5            |
| "Baby" Carmen De Rue | Peggy Gray, age 5                |
| Winifred Kingston    | Peggy Gray                       |
| Bernadine Zuber      | Barbara Drew                     |
| Monroe Salisbury     | Noppier Harrison                 |
| Maureen Rasmussen    | Trixie, the actress              |